# Plunder Pirates
Plunder Pirates este un joc video, inspirat din Clash of Clans și Boom Beach, dezvoltat de Midoki și publicat de Rovio Stars.